# Naomi Ackie
Naomi Ackie (ur. 2 listopada 1992 w Londynie) – angielska aktorka, która wystąpiła m.in. w filmie Lady M. i serialu The End of the F***ing World.

## Filmografia

### Filmy
| Rok  | Tytuł                                        | Rola            | Uwagi       |
| ---- | -------------------------------------------- | --------------- | ----------- |
| 2015 | I Used To Be Famous                          | Amber           | krótkometr. |
| 2016 | Lady M.                                      | Anna            |             |
| 2018 | Yardie                                       | Mona            |             |
| 2018 | Love, Sex and Side Effects                   | Emily           | krótkometr. |
| 2018 | The Arrival                                  | Daisy           | krótkometr. |
| 2019 | The Corrupted                                | Grace           |             |
| 2019 | Gwiezdne wojny: Skywalker. Odrodzenie        | Jannah          |             |
| 2021 | The Score                                    | Gloria          |             |
| 2022 | Whitney Houston: I Wanna Dance with Somebody | Whitney Houston |             |

### Telewizja
| Rok  | Tytuł                           | Rola           | Uwagi           |
| ---- | ------------------------------- | -------------- | --------------- |
| 2015 | Doktor Who                      | Jen            | 1 odc.          |
| 2016 | Porzucony według Harlana Cobena | Gemma Morgan   | 2 odc.          |
| 2016 | Damilola, Our Loved Boy         | Council Worker | film TV         |
| 2018 | Vera                            | Louise Everitt | 1 odc.          |
| 2018 | The Bisexual                    | Ruby           | 5 odc.          |
| 2019 | Cleaning Up                     | Beth           | 2 odc.          |
| 2019 | The End of the F***ing World    | Bonnie         | 8 odc.          |
| 2020 | Mały topór                      | Hazel          | część Education |
| 2021 | Specjalista od niczego          | Alicia         | 5 odc.          |